# 阿尔巴特街
55°45′4″N 37°35′46″E / 55.75111°N 37.59611°E

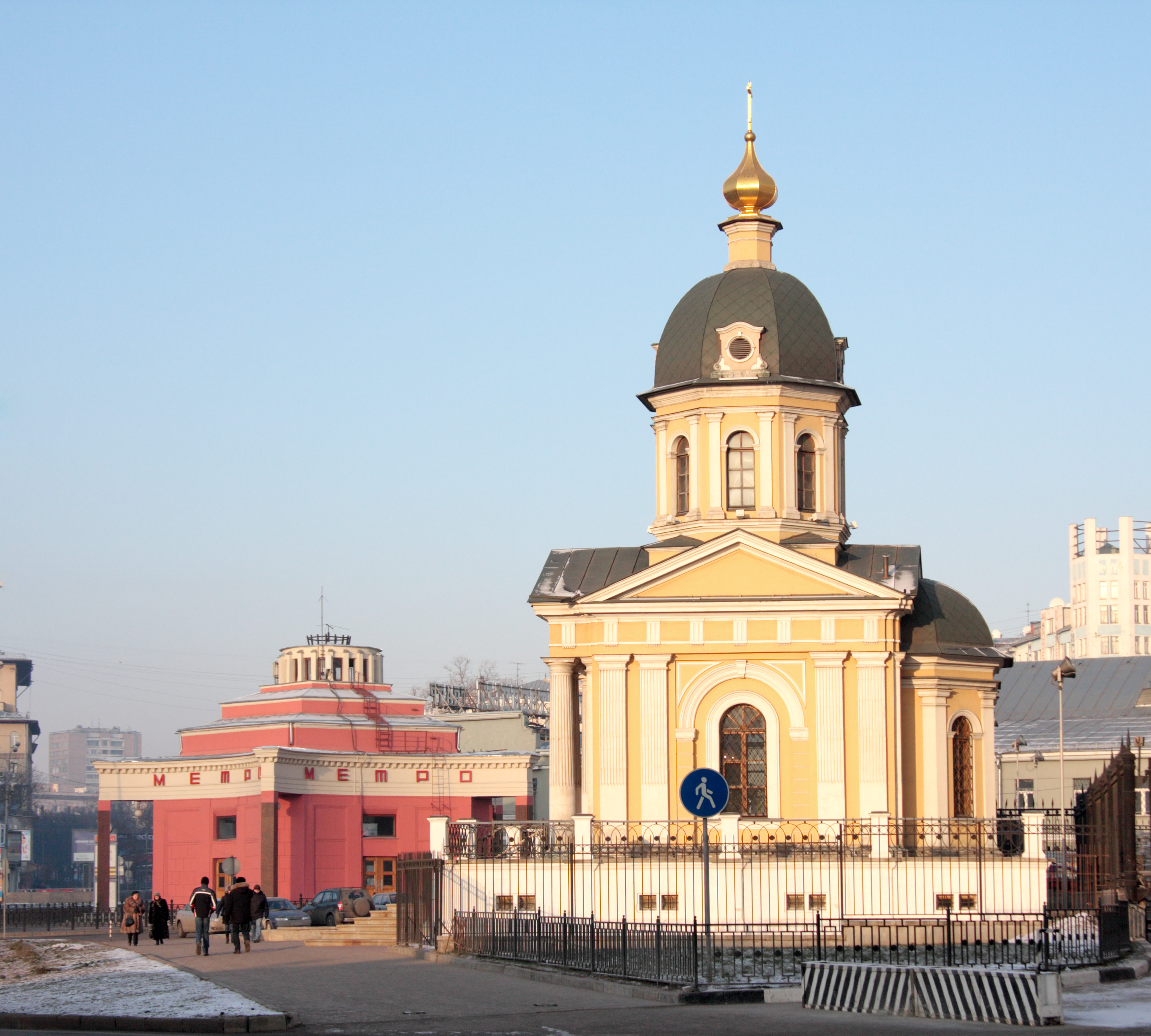
阿尔巴特广场

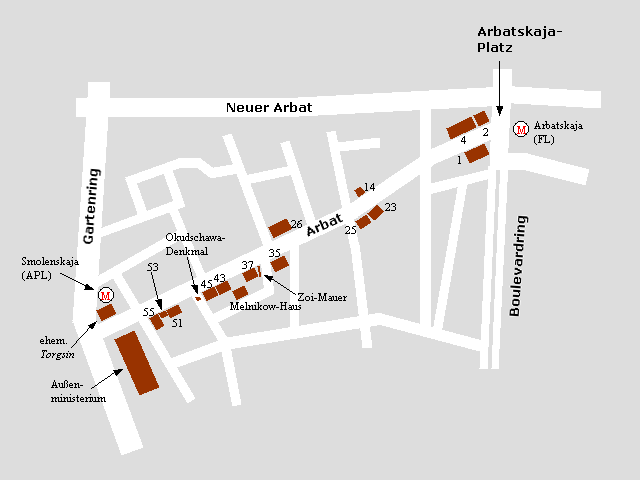
地图

阿尔巴特大街（羅馬化：Arbat）是莫斯科市中心一条长约1公里的步行街。这条街的起源最迟在15世纪，是该市现存最古老的街道之一，也构成阿尔巴特区的心脏。
阿尔巴特大街东起阿尔巴特广场，距离克里姆林宫围墙有800米。